# Comuna Sohaci, Korop
Sohaci (în ucraineană Сохачі) este o comună în raionul Korop, regiunea Cernihiv, Ucraina, formată din satele Podoleakî, Sohaci (reședința) și Stanove.

## Demografie
Componența lingvistică a comunei Sohaci
     Ucraineană (99,01%)
     Alte limbi (0,99%)
Conform recensământului din 2001, majoritatea populației comunei Sohaci era vorbitoare de ucraineană (99,01%), existând în minoritate și vorbitori de alte limbi.